# Hakim Ziyech
Hakim Ziyech (àrab: حكيم زياش)  (Dronten, 19 de març de 1993) és un futbolista professional marroquí, neerlandès de naixement, que juga de migcampista atacant pel Galatasaray SK i per la selecció del Marroc. El 2019 va ser seleccionat com un dels 20 millors jugadors de la Lliga de Campions de la UEFA per a la temporada 2018-19. És conegut pel seu acabat, dribling, passades llargues, tècnica i la seva habilitat pels tirs lliures.

## Trajectòria

### SC Heerenveen
Ziyech es va unir a l'escola de futbol de l'SC Heerenveen, el 2007, procedent de l'ASV Dronten. El 2 d'agost de 2012 va fer el seu debut amb el primer equip de l'SC Heerenveen en la tercera ronda de classificació de l'UEFA Europa League contra el Rapid Bucarest. Deu dies més tard, va debutar en l'Eredivisie davant el NEC Nijmegen. La temporada 2013-14 es va convertir en una de les grans revelacions del seu equip, aconseguint 11 gols.

### FC Twente
L'agost de 2014 va signar pel FC Twente. Ràpidament es va convertir en la principal referència ofensiva de la plantilla, sent el màxim golejador de la plantilla i, fins i tot, el màxim assistent de l'Eredivisie 2014-15. De cara a la temporada 2015 -16 passar a ser el capità de l'equip, reconeixement que li van retirar uns mesos després de diversos comentaris en contra d'algunes decisions de club.

### Ajax
El 30 d'agost de 2016 va fitxar per l'Ajax a canvi d'onze milions d'euros. En la seva primera campanya va aconseguir la final de la Lliga Europa, en què van caure derrotats pel Manchester United. En les seves primeres dues campanyes al club va mantenir un registre golejador al voltant dels deu gols i va ser el màxim assistent de l'Eredivisie. A més va ser l'elegit millor jugador de l'Ajax i de l'Eredivisie en la temporada 2017-18.

El seu rendiment va augmentar en la temporada 2018-19, on va tenir un destacat paper en l'eliminació del Reial Madrid de la Lliga de Campions després d'un històric triomf per 1 a 4 en l'Estadi Santiago Bernabeu. Ziyech va marcar tant a l'anada com a la tornada i va ser un dels jugadors més destacats de l'eliminatòria de vuitens de final. El 8 de maig va marcar el segon gol a la tornada de semifinals davant el Tottenham, tot i que finalment van ser eliminats

### Chelsea
El 13 de febrer de 2020 l'Ajax d'Amsterdam va fer oficial el seu traspàs al Chelsea a partir de l'1 de juliol a canvi de 40 milions d'euros més 4 en variables. Al club anglès hi va guanyar la Lliga de Campions de la UEFA 2020-21 i la Supercopa d'Europa 2021.

## Carrera internacional

### Països Baixos
Ziyech va ser elegible per jugar als Països Baixos o al Marroc. Ziyech va jugar a les seleccions juvenils nacionals holandeses, jugant a la sub-19a, als sub-20 i als sub-21. Va rebre la seva primera trucada a la plantilla sènior el maig de 2015, per als partits amistosos contra els Estats Units i Letònia.

### Marroc
Al setembre de 2015, Ziyech va confirmar la seva opció per representar el Marroc a la fase internacional. Ziyech va debutar a la selecció el 9 d'octubre, en una derrota d'1-0 a Costa d'Ivori. El 27 de maig de 2016, va marcar els seus dos primers gols per al Marroc, en una victòria per 2-0 sobre el Congo. El 4 de setembre, Ziyech va aconseguir una victòria per 2-0 sobre São Tomé i Príncipe en un partit classificador de la Copa Àfrica de les Nacions del 2017. Ziyech no va ser seleccionat per a la plantilla final de 23 homes de la Copa de Nacions d'Àfrica del 2017.
L'1 de setembre de 2017, Ziyech va aconseguir una victòria de 6 a 0 sobre Mali, en un partit classificat per a la Copa Mundial de la FIFA 2018. Va ser seleccionat per a la plantilla de 23 homes de la Copa Mundial de la FIFA 2018.